# 奧力斯·舒利亞高正
奧力斯·伊賀羅域治·舒利亞高正（羅馬化：Oleksii Ihorovych Shliakotin；1989年9月2日—），生於蘇聯烏克蘭蘇維埃社會主義共和國基輔，烏克蘭足球運動員，司職守門員。

## 球員生涯
奧力斯生於烏克蘭基輔，他在8歲加入著名的基輔迪納摩足球學院，到2005年更獲烏克蘭U17國家隊徵召，並有三場上陣機會，至2006年與基輔戴拿模二隊簽下其首份職業合約，可是他沒有上陣機會，到2008年7月離開母會加盟波蘭丙組聯賽球會薩根並錄得8場上陣機會，到2009年1月重返祖國加盟敖德薩黑海人二隊，到2010年7月再度外流波蘭乙組球會哥羅那，至2015年遠赴葡萄牙加盟葡甲球會馬德拉聯盟，到2016年夏天遠赴香港到港超聯球會試腳，最終都不獲取錄，
直到2016年12月，他加盟港超聯球隊標準灝天，而他於12月1日對元朗的菁英盃首圈，首度為球隊登場，並協助灝天以3–2勝出，直到球季完結後隨球隊總監李輝立轉會港超聯球會標準流浪，可是他季中因外援名額滿已被取消註冊，而他就繼續隨流浪操練。至2018年2月4日對香港飛馬的聯賽，獲流浪重新註冊，並在33分鐘撲出飛馬球員的十二碼，可惜結果流浪以1–3落敗，結果流浪在4月22日主場不敵R&F富力後，宣告護級失敗。
2022－23球季，奧力斯被外借至港超聯球隊標準流浪。

## 球場以外
奧力斯早年與巴拿馬餐館老闆伊麗莎白·卡巴尼路結婚，而他畢業於基輔大學並擁有體育研究與足球教練及體育老師的學士學位，他在港於港會試腳期間因擁有長髮及高大外型被指像《足球小將》角色健威使他因而有「烏克蘭健威」的稱號，而他來港後更在Brasil Top Skills Soccer School及ESF Sports中擔當教練。

## 外部連結
- 香港足球總會網頁球員註冊資料 （页面存档备份，存于）